# Arnold I. (Kleve)
Arnold I. von Kleve (* um 1100; † 20. Februar 1147) war von 1119 bis 1147 Graf von Kleve.

## Leben
Arnold I. gelang es als zweitem Grafen von Kleve, die Territorien seines Vaters Dietrich I. maßgeblich zu Ungunsten der niederrheinischen Klöster und des Kölner Bischofs zu erweitern. So wurden ihm zwischen 1119 und 1122 die Vogtrechte über die im kölnischen Xanten gelegenen Stift St. Viktor und Kloster Fürstenberg sowie die Ortsvogtei über die Xantener Besitzungen in der Hetter übertragen. Durch seine Hochzeit um das Jahr 1120 mit Ida von Löwen, der Tochter Gottfrieds des Bärtigen von Niederlothringen, gelangten als Mitgift der in Wesel gelegene Besitz der Abtei Echternach und die Weseler Waldgrafschaft zu Kleve, gleichfalls erlangte Graf Arnold Vogtrechte über das Weseler Kloster Oberndorf. Die Verbindung mit der Herzogsfamilie brachte ihm zudem eine stärkere Unabhängigkeit gegenüber dem Kölner Erzstift. Er stiftete zudem das durch Norbert von Xanten gegründete Kloster Bedburg und ließ das um 1115 zerstörte Stift St. Clemens in Wissel restaurieren. Ab 1126 war Arnold am Hofe des Utrechter Bischofs, dessen Lehensmann sein Sohn Dietrich II. werden sollte.
Graf Arnold von Kleve wurde in der Klever Stiftskirche beigesetzt.